# Решетниково (Великолукский район)
Решетниково — деревня в Великолукском районе Псковской области России. Входит в состав сельского поселения «Пореченская волость».
Расположена на восточном побережье Пореченское озера, в 33 км к югу от райцентра Великие Луки и в 4 км к северо-востоку от волостного центра Поречье.

## Население
Численность населения деревни по состоянию на 2000 год составляла 22 жителя, на 2010 год — 11 жителей.